# Container (flyg)

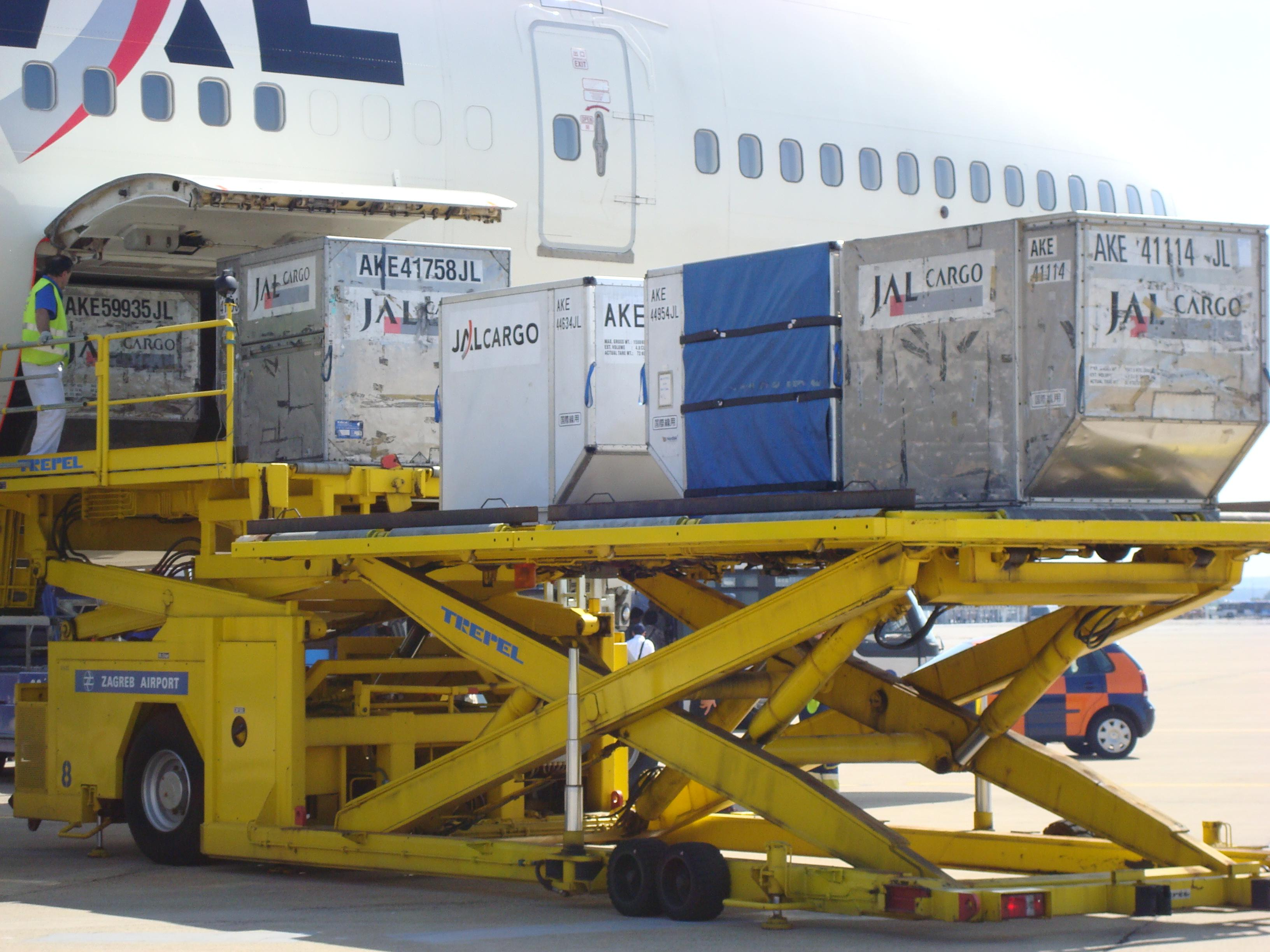
LD3 containrar lossas från en Boeing 747

En container eller ULD (Unit Load Device) för fraktflygplan (eller en flygcontainer) är en standardiserad, återanvändbar, behållare för, oftast högvärdigt eller akut behövt gods, som ska transporteras intermodalt med flygplan, lastbil eller ibland godståg.

## Syfte
- Att minska stilleståndstiden för fraktflygplanen genom snabbare lastning/lossning.
- Att möjliggöra effektiv transport av flygfraktgods mellan näraliggande flygplatser, eller mellan en flygplats och en godsterminal, med bil eller tåg genom intermodal transport (utan ompackningar).
- Att möjliggöra samlastning av flera kunders gods.

## Standard
Det finns en internationell standard för flygcontainrar, eller som de vanligen kallas; ULD:er (Unit Load Devices). 
Anm. ULD:er finns även för flygfraktspallar. 
Standarden är vald så att man kan utnyttja utrymmet i de flesta flygplanstyperna.
Som framgår av tabellen är djupet (i längsled) alltid 153 cm och höjden (undre däck) 163 cm. 
Flygcontainrarna tillverkas av aluminium.

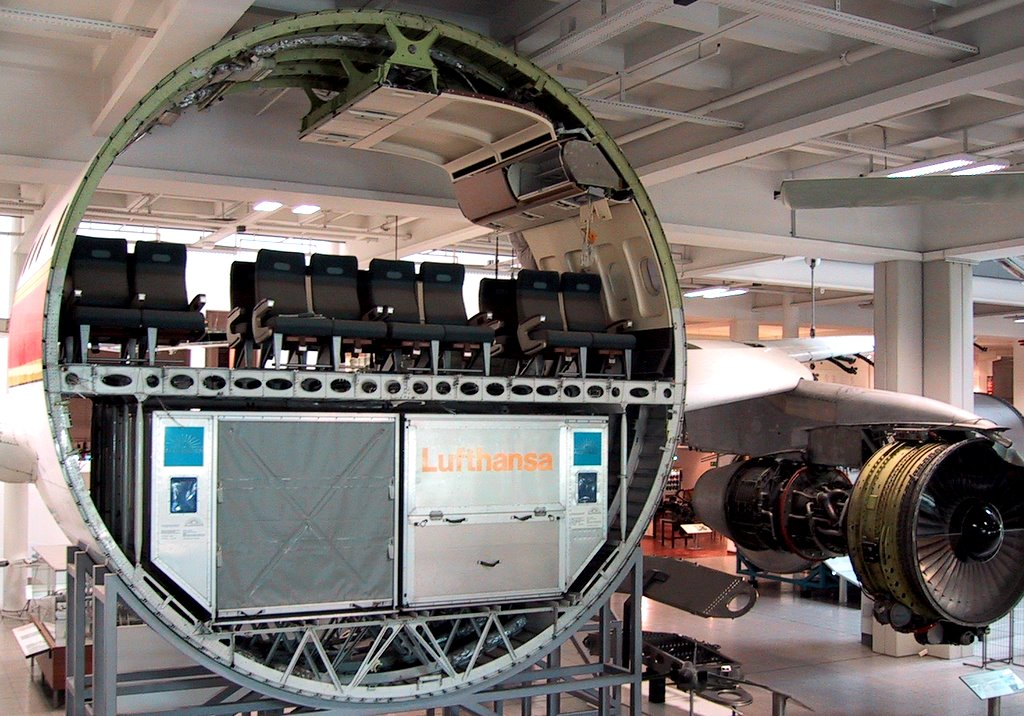
Genomskärning av en Airbus 300 som visar 2 LD3 containrar

## Hantering
Flygcontainrarna har inga lyftanordningar utan avses alltid bli rullade. Inuti flygplanen finns rullar på däcket så att containrarna skjuts fram i flygkroppen (roller beds). Rullarna är fällbara och fälls in efter lastningen. Även lastfordonen och lastbilar för flygcontainrar har rullbanor.
Fraktflygplanen har vanligen 2 däck och det är främst det undre som lastas med containers. Det finns även containers för övre däck som då har omvänd avfasning.
De största Boeing 747 kan ta 32 LD1 på undre däck och en stor Airbus 380-800 kan ta 59-71 LD3 (två däck). En Boeing 777-300 kan ta 44 LD1.

## Distribution - Nav/Eker-system (Hub/Spoke)
Distributionen är normalt organiserad så att lastbilar kör runt till alla avsändare och hämtar godset. Vid flygplatsen sker sedan en packning i containrarna (sådant gods som ryms där), en för varje destination. Vissa containrar kan sedan köras till en annan flygplats där avgången sker. Exempelvis går lastbilar mellan Arlanda, Landvetter och Kastrup.
Ankommande gods sprids på motsvarande sätt och utgör i regel samma volym.

## Identifikation
Varje cotainer har en identifikation med:
- Prefix som anger typ
- Löpnummer som är entydigt
- Suffix som anger ägare (oftast ett flygbolag med sin IATA-kod).

Till varje lastad container finns en packsedel (manifest) så att godset alltid kan spåras.